# Костёл Короля Христа и Святой Терезы Младенца Иисуса
Костёл Короля́ Христа́ и Свято́й Тере́зы Младе́нца Иису́са (лит. Kristaus Karaliaus ir Šv. Kūdikėlio Jėzaus Teresės bažnyčia) — приходской католический костёл в восточной части Вильнюса, в районе Павильнис (сянюния Науйойи-Вильня), по адресу улица Шварёйи 3 (Švarioji g. 3).
Администратор костёла священник Руслан Вилькель. Службы проходят на польском и литовском языках: в понедельник, среду, пятницу в 18 часов на литовском, во вторник и четверг в 18 и в субботу в 10 часов на польском; по воскресеньям в 9 и 13 часов на польском, в 11 часов на литовском.
Является одной из достопримечательностей регионального парка Павильнис и объектом культурного наследия.

## История
Замысел постройки в Павильнисе часовни возник в 1927 году. В 1929 году было решено построить храм. Деревянный костёл построен в 1935 году и в том же году 7 июля освящён архиепископом Ромуальдом Ялбжиковским. В 1939 году был образован приход (священник Люциан Пересвет-Солтан). Рядом с костёлом в 1944 году появилось кладбище. После Второй мировой войны в 1946 году храм был отремонтирован стараниями священник Константина Моля.

## Храм
Из множества других католических костёлов Вильнюса выделяется тем, что он — единственный деревянный. Здание прямоугольного плана, с одной башней, трёхнефный, с притвором. Фасады выстроены в «закопанском стиле». Притвор у юго-восточного главного фасада опирается на деревянные профилированные колонны. Фасад украшает деревянный барельеф с изображение святого Христофора — покровителя Вильнюса. Ценность представляют также интерьер храма и детали внутреннего декора. В 2009 году костёл был включён в Регистр охраняемых государством объектов культурного наследия Литовской Республики; код 1038 в Регистре культурных ценностей Литовской Республики.